# Fuga del Penal de Ocaña 1948
El 8 de mayo de 1948 doce miembros del sindicato CNT se evadieron del Penal de Ocaña (Toledo) en una fuga que sorprendió a las autoridades calificándola como “la mayor y más espectacular fuga”. El juez instructor Enrique Eymar la denominó como “tan perfecta”.
Apoyados por la solidaridad de un grupo de colaboradores en el interior de la cárcel y familiares del exterior, durante 102 días horadaron un túnel que les condujo a la libertad, aunque fueron capturados en Madrid una semana después por la intervención de un confidente y un infiltrado de la policía.
En una lucha desigual contra la dictadura, su firmeza y decisión les condujeron a culminar la evasión de la cárcel con éxito, a pesar de las penurias y riesgos que enfrentaron.
La salvaje represión del régimen que había debilitado las organizaciones de la oposición con la frecuente infiltración de la policía, fue el elemento que determinó el fracaso de la operación. La Dirección General de Seguridad  activó a través de la Brigada de Investigación Criminal y la Brigada Político Social la orden de búsqueda y captura de los huidos.

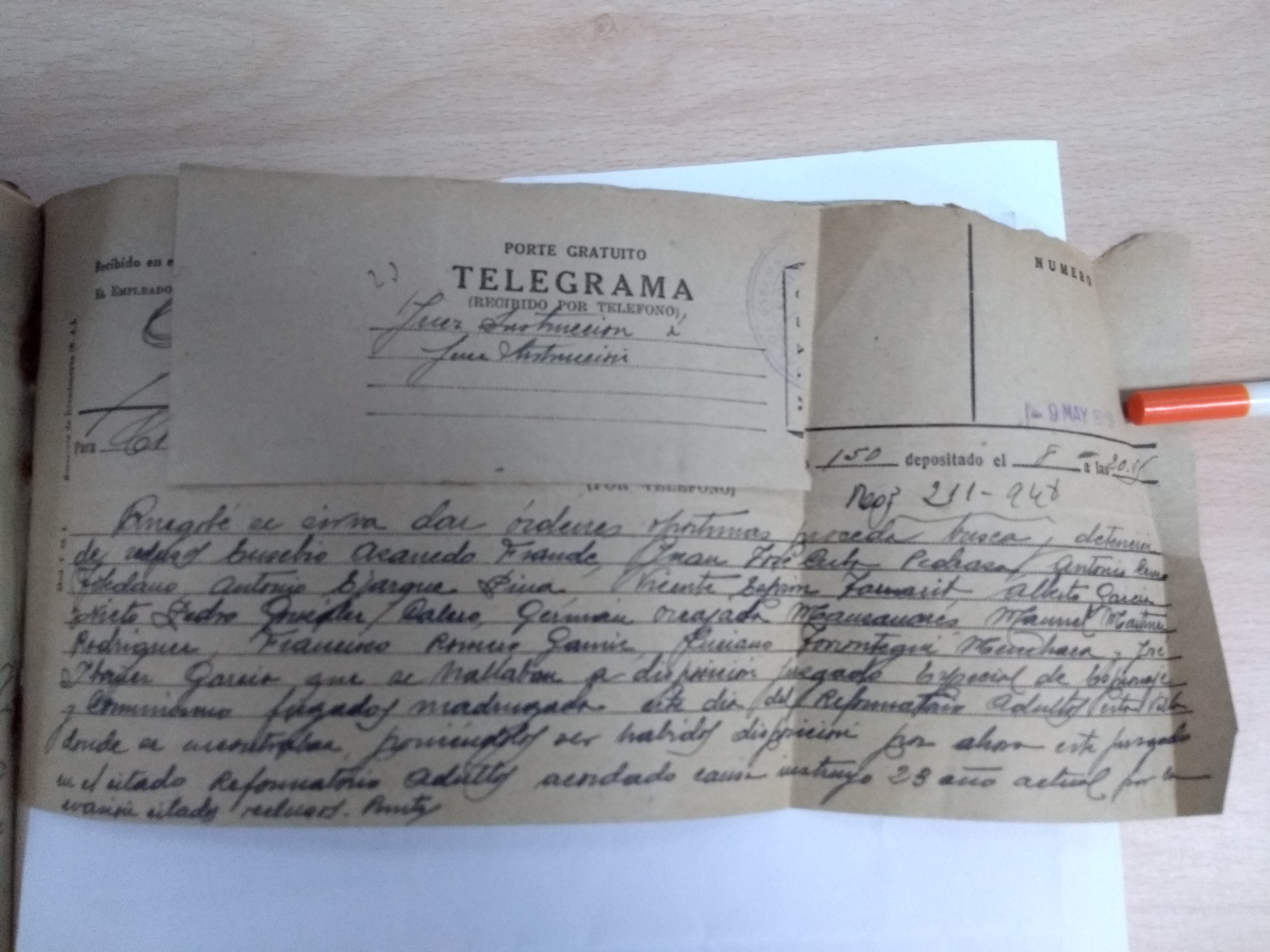
Orden de búsqueda y captura fugados del penal de Ocaña 8 de mayo de 1948. AHGD Sumario 1.674-48

## El proyecto
A finales de 1947 las autoridades penitenciarias decidieron el traslado de una gran cantidad de presos desde la prisión de Alcalá de Henares a la de Ocaña. Los de filiación cenetista ocuparon la séptima galería. Eran militantes antifranquistas encarcelados por sus actividades contra la dictadura franquista, a la espera de los consejos de guerra que los tribunales militares sentenciaban con duras condenas (a menudo la pena de muerte). 
Desde los primeros días, algunos de ellos comenzaron a estudiar el plano del edificio principal donde cumplían condena los presos preventivos, para trazar la vía subterránea que les condujera al exterior del recinto carcelario.
La idea consistió en acceder, a través de un túnel, al edificio de talleres situado en el área de la granja, saltar la pared que lo separaba de una huerta colindante y llegar a la carretera de Andalucía, tras superar un segundo muro.

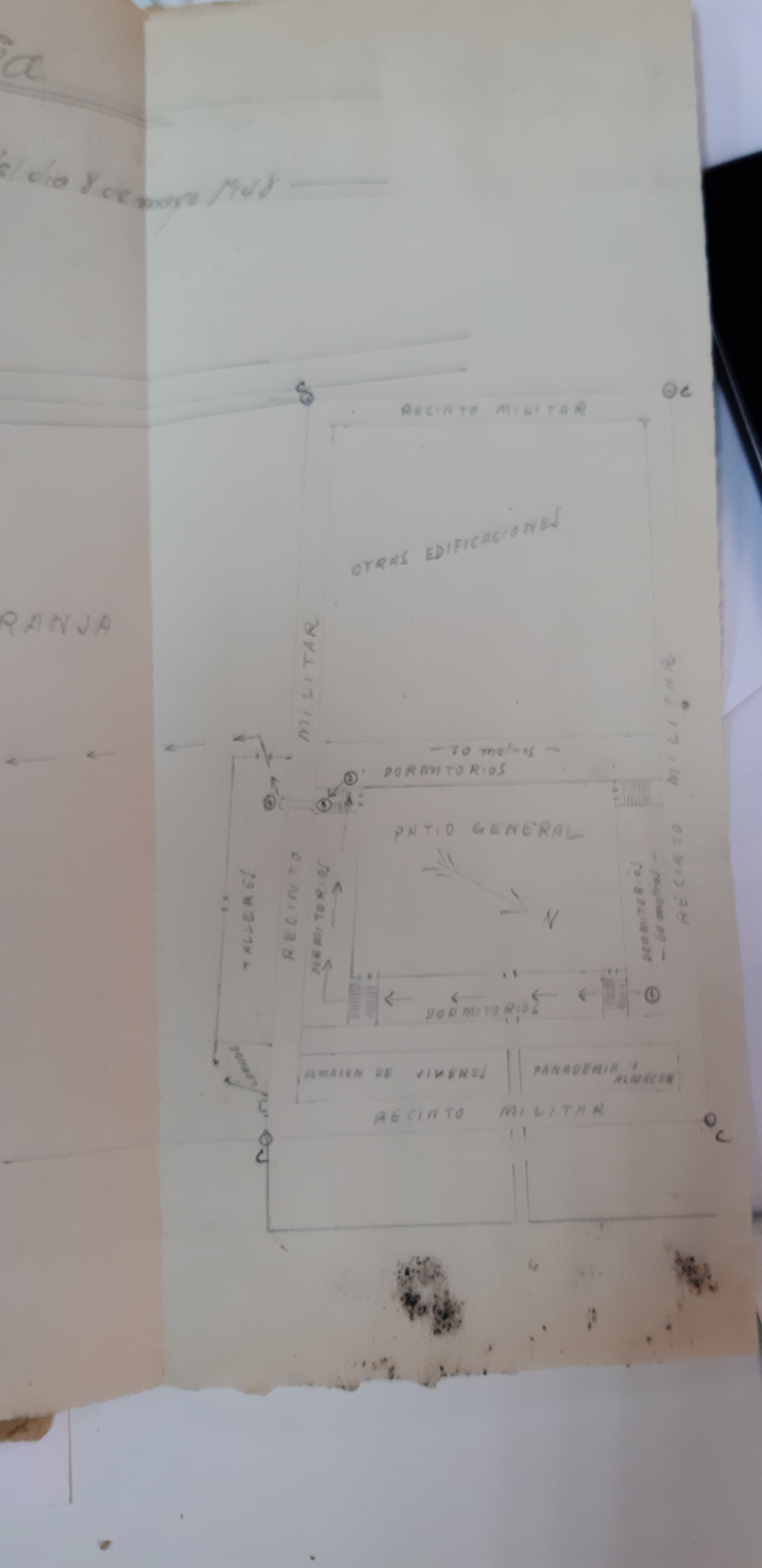
Plano del recinto de la prisión de Ocaña 1948. AHGD Sumario 1674-48

La excavación se inició el 27 de enero en el lado opuesto a su galería, tras una puerta que estaba siempre cerrada, bajo la escalera de acceso a la escuela de la cárcel. Para abrirla, fabricaron una ganzúa a partir de la huella de la llave original impresa en miga de pan. Modelaron el asa metálica de un cubo calentándolo con alcohol sustraído de la enfermería, de donde procedían también las primeras pilas para la linterna que usaron. 
Con unas pocas herramientas rudimentarias (una alcotana, dos hojas de sierra, dos mangos de madera y una linterna) que los familiares introdujeron con la colaboración de los presos destinados en la recepción de paquetes, más un barrote de la escalera que reemplazaron por un trozo de madera, excavaron una galería de 13 metros de largo.
El hueco practicado era de aproximadamente 50 cm de diámetro que iban profundizando con la ayuda de la alcotana. Trabajaban tendidos sobre la tierra, con el espacio justo para pasar el cesto lleno al compañero que desde atrás lo extraía tirando de una cuerda y lo vaciaba bajo la escalera. Fueron especialmente difíciles los tramos de la base de los muros y una alcantarilla que les obligó a desviar la galería hacia la superficie hasta que rozaron con las raíces de la vegetación exterior, haciendo peligrar la consistencia del túnel. Para evitarlo, reforzaron las paredes y el techo con trozos de tablillas y hacia finales de abril superaron el muro de los talleres, cuando las lluvias de primavera amenazaban con anegar el pasadizo subterráneo.
Pasados 100 días de trabajo extenuante con el peligro de quedar sepultados en cualquier momento, resolviendo con audacia e ingenio los múltiples problemas que surgieron, la galería se terminó el 7 de mayo. La mayor parte de la excavación se realizó a oscuras porque no ardían las mechas por falta de oxígeno y las pilas de la linterna se agotaban con rapidez.

## La fuga
La tarde del 7 de mayo ensayaron la huida con todos los partícipes del plan. Los tres compañeros responsables de la excavación condujeron al resto de los implicados al interior de la galería para probar el recorrido. Surgió la primera emergencia cuando uno de ellos quedó atascado debido a su corpulencia. Con un esfuerzo tremendo, tirando de sus pies, un compañero consiguió rescatarle, aunque en su salida destrozó un trecho del precario entibado. Rápidamente recompusieron el tramo pero tuvo que desistir de participar en la fuga.

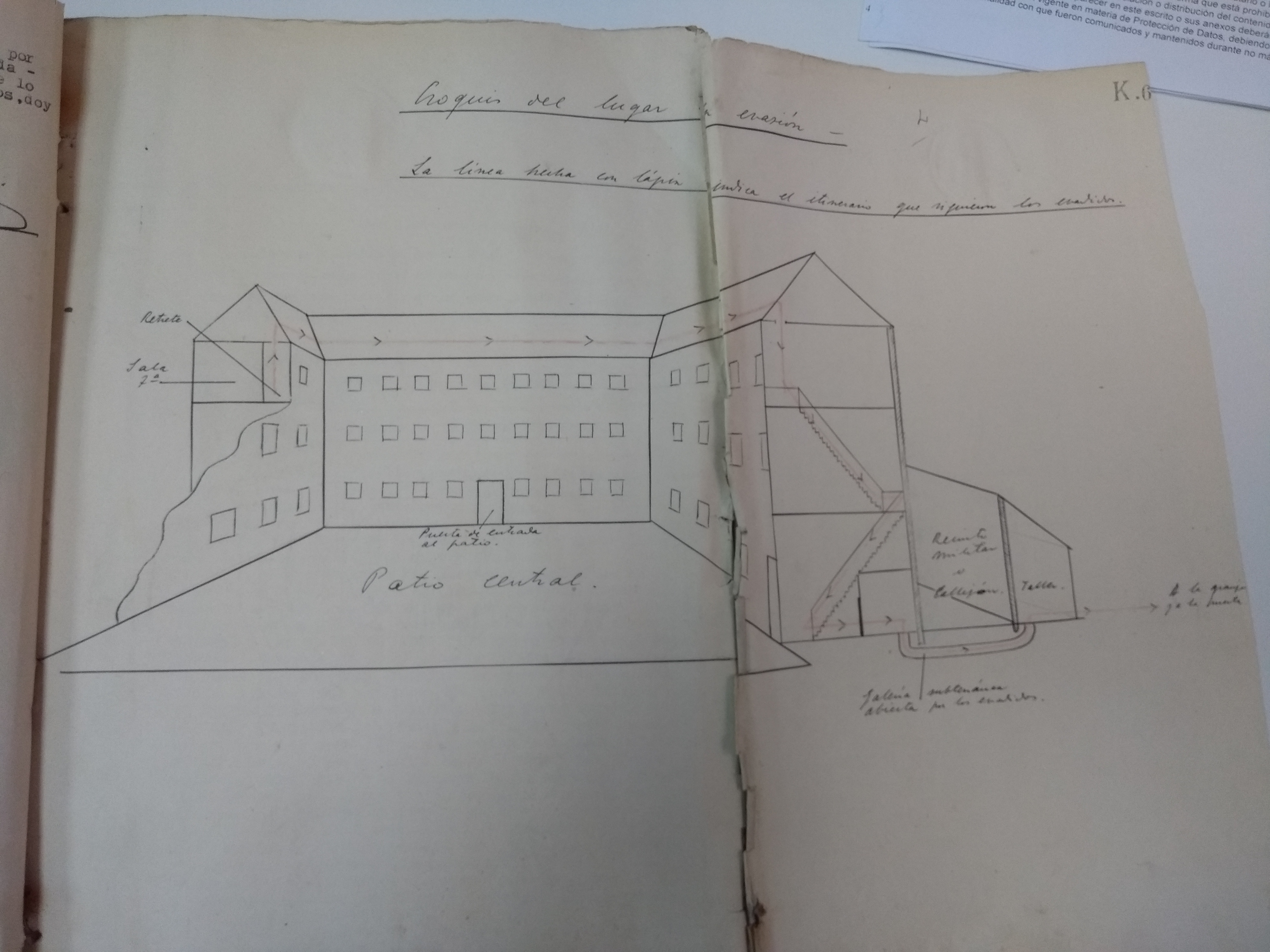
Croquis del recinto de la prisión de Ocaña 1948. AHGD Sumario 1674-48

A continuación revisaron el desván por el que saldrían esa noche, practicando un agujero en el techo de los retretes de su galería.
A partir del recuento que los funcionarios hacían a las 22:00 horas, los tres encargados de la excavación abandonaron la 7.ª galería por ese techo y se desplazaron hasta el túnel para romper el piso de cemento en los talleres. Lo consiguieron abrir con un esfuerzo agónico, a punto de asfixia, al borde de la 1:00 de la madrugada del día 8 de mayo.
De vuelta en la galería, tras el recuento de las 2:00 comenzaron a salir por el techo del wc, caminando sigilosamente a través del desván hasta la puerta bajo la escalera donde se adentraron en el túnel. Nuevamente surgió otro contratiempo por el grosor de uno de los compañeros, atascado en el agujero del piso de cemento. Sufrió serias heridas en el abdomen al tirar de él para sacarle al taller.
Finalmente, reunidos los doce compañeros, iniciaron la carrera a través de la granja hasta el muro que lo cercaba, salvando la vigilancia de los puestos de guardias civiles. Formando una torre humana se encaramaron a lo alto de la pared, provistos de una escala con la que pasaron a la huerta vecina para superar el último obstáculo que les separaba de la carretera de Andalucía. 
Habían dado las 5:00 y en la prisión acababan de dar la alarma al advertir la evasión.
En el exterior, los doce hombres corrieron entre los campos hacia una camioneta que les esperaba para conducirles a Madrid, aunque uno de ellos se perdió y no llegó hasta el día siguiente.
Los 12 presos fugados fueron Eusebio Azañedo Grande, Juan José Cava Pedraza, Antonio Cerezo Toledano , Antonio Ejarque Pina, Vicente Espín Tamarit, Alberto García Nieto, Pedro González Calero, Germán Horcajada Manzanares, Manuel Martínez Rodríguez, Francisco Romero Gámiz, Luciano Torróntegui Menchaca y José Yáñez García.
Habían ofrecido a los presos comunistas compartir la fuga con los que tuvieran una situación más comprometida pero finalmente no hubo colaboración en el proyecto.

## La captura
Sobre las 8:00 de la mañana se apearon cerca de la plaza de Legazpi en Madrid, para dirigirse a diferentes refugios donde aguardaron la coordinación de los miembros de la Organización (CNT) que preparaban la huida a Francia. Entre ellos hubo un confidente de la policía que acordó el primer traslado de uno de los evadidos a Francia, con la provisión de documentos y el automóvil de un infiltrado de la policía que posibilitó la salida de ese fugado para generar confianza y posteriormente detener a todos los demás.
El día 13 de mayo cruzó la frontera el primer evadido junto a otro miembro de la Organización. El día 15, la Brigada de Investigación Criminal detuvo a dos evadidos al interceptar las comunicaciones con su familia. La policía vigiló aquel domicilio donde arrestaron al día siguiente al otro evadido que acudió para comunicarles la hora de salida de Madrid.
La tarde del día 16 la Guardia Civil capturó a todos los restantes. Circulaban por el km. 88 de la carretera hacia Francia con un camión del PMM y documentación falsa, como trabajadores de reconstrucción de regiones devastadas. Integraban el pasaje siete de los evadidos del penal de Ocaña, junto a Manuel Amil, fugado del campo de trabajo de Cuelgamuros. Otro de los compañeros no llegó a tiempo al camión y pudo cruzar la frontera a Francia un mes más tarde.
Toda la operación dio lugar a un nuevo consejo de guerra instruido por el Juez Especial para los delitos de Masonería y Comunismo, Enrique Eymar, que encausó a los doce evadidos. Sus colaboradores fueron condenados a diversas penas de cárcel y uno de ellos, Juan Gil Heredia, ejecutado por aplicación de las acusaciones contenidas en la Causa General.

Para la captura de los últimos colaboradores, la BPS reforzó su intervención con los agentes habituales en operaciones de infiltración como R. Conesa, renombrado por sus brutales técnicas de interrogatorio.
Los evadidos reingresaron en la prisión de Ocaña el 20 de mayo, donde permanecieron en celdas de aislamiento durante 21 meses, hasta el consejo de guerra iniciado el 20 de enero de 1950. El director de la cárcel, Jerónimo de Toca Ganzo, aplicó a los reclusos la medida disciplinaria que justificaba según su concepción de la legislación penal:
```
“no puede perder su carácter de represión, ya que los sistemas penitenciarios, con sus fines correccionales, deben conservar el tono de intimidación conveniente para los ciudadanos de poca cultura”
[
8
]
```

La sentencia condenó a los 10 evadidos reingresados a tres años de prisión y otras penas accesorias por los delitos de uso de documentación falsa y la responsabilidad civil por los desperfectos ocasionados en la estructura de la prisión.
Tras la sentencia, dictaron su traslado y dispersión por diferentes penales donde las autoridades penitenciarias volvieron a aplicarles medidas de aislamiento para impedir su evasión. Sin embargo, uno de ellos protagonizó una nueva fuga (con éxito) desde el penal de San Miguel de los Reyes (Valencia). Era el resultado de la lucha incansable por la libertad, objetivo del combate de todos ellos contra la dictadura.